# Svartmaskad daknis
Svartmaskad daknis (Dacnis lineata) är en fågel i familjen tangaror inom ordningen tättingar.

## Utbredning och systematik
Svartmaskad daknis delas in i fyra underarter:
- Dacnis lineata lineata – förekommer från Colombia (öster om Anderna) till norra Bolivia och Amazonas Brasilien
- Dacnis lineata egregia – förekommer i nordcentrala Colombia
- Dacnis lineata aequatorialis – förekommer i västra Ecuador

Underarterna lineata och aequatorialis urskiljs av BirdLife International och IUCN som den egna arten Dacnis egregia.

## Status och hot
IUCN bedömer hotstatus för nominatformen och övriga underarter var för sig, båda grupper som livskraftiga.